# إيغور فاتن
إيغور فاتن (بالروسية: Фатин, Игорь Викторович)‏ (24 نوفمبر 1962 - ) هو لاعب كرة قدم روسي في مركز الوسط. لعب مع FC Okean Nakhodka ‏ وFC Zvezda Irkutsk ‏ وFC Buryatia Ulan-Ude ‏.

## وصلات خارجية
- إيغور فاتن على موقع قاعدة بيانات كرة القدم.إي يو (الإنجليزية)